# Nole
Nole (piemontesisch Nòli) ist eine italienische Gemeinde in der Metropolitanstadt Turin (TO), Region Piemont.

## Lage und Einwohner
Nole liegt 25 km nordwestlich von Turin im Valli di Lanzo mit dem Stura di Lanzo. Das Gemeindegebiet umfasst eine Fläche von 11,35 km² und hat 6631 Einwohner (Stand 31. Dezember 2024).
Die Nachbargemeinden sind Corio, Rocca Canavese, Grosso, San Carlo Canavese, Villanova Canavese, Cirié, Fiano und Robassomero.

## Geschichte

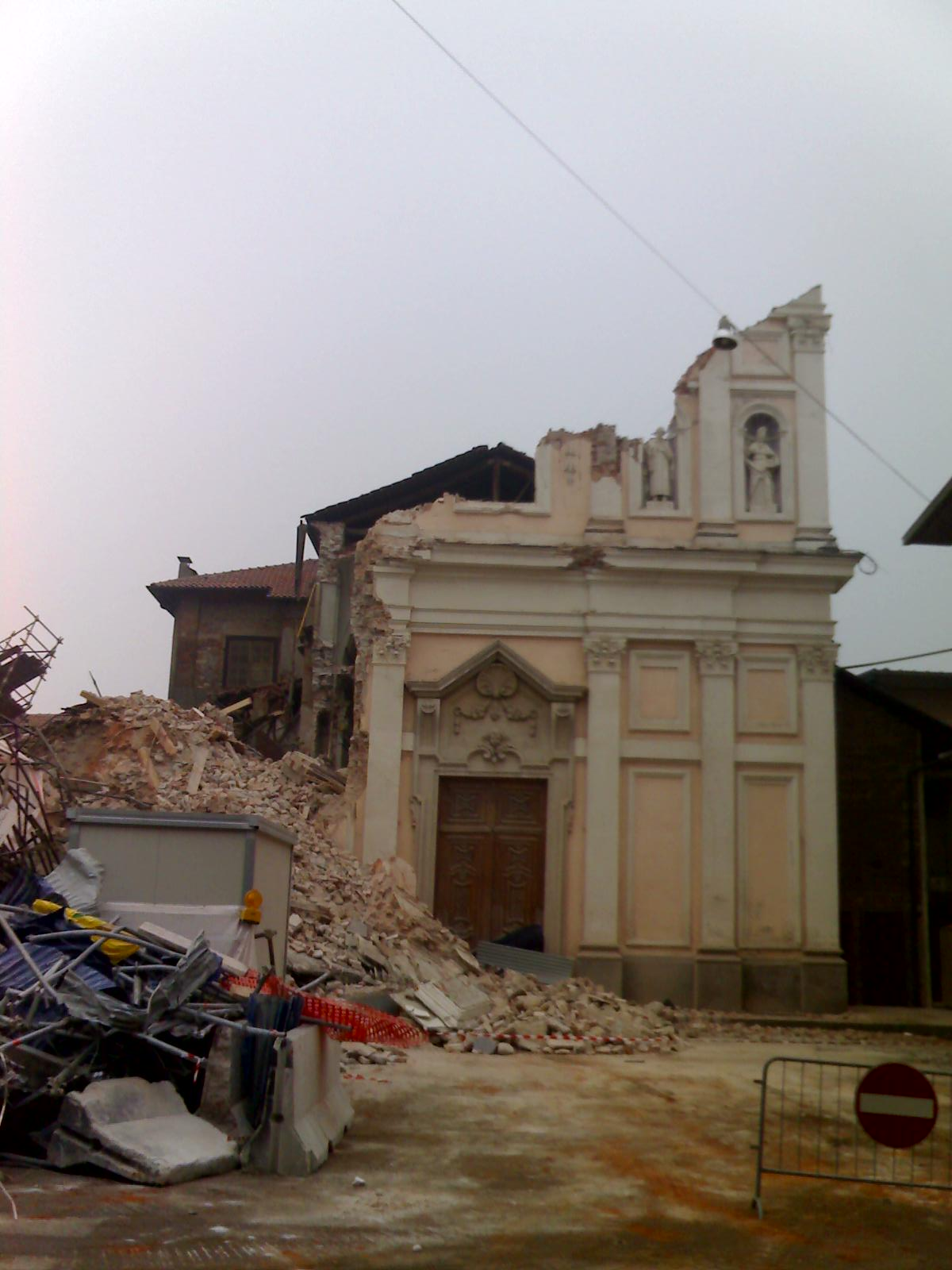
Die Kirche nach dem Einsturz des Glockenturm

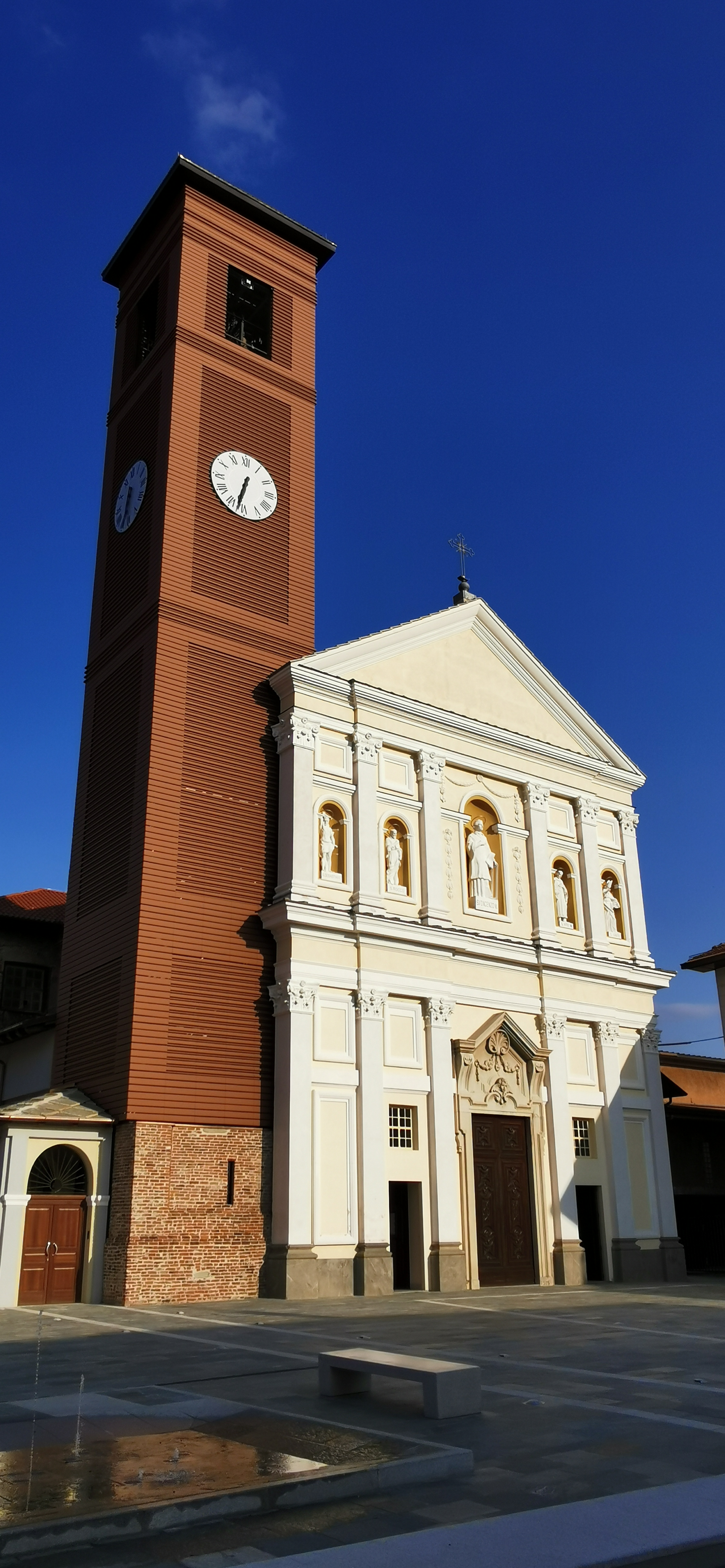
Kirche San Vincenzo Martire nach dem Wiederaufbau

Nole existierte bereits um das Jahr 1000, im Inneren der Pfarrkirche San Vincenzo wurden bei den Restaurierungs- und Erneuerungsarbeiten im Jahr 1984 die Überreste einer romanischen Kirche aus dem Jahr 1100 gefunden. Nole wird erstmals in einer Urkunde aus dem Jahr 1209 mit der Bedeutung „Novolis“ erwähnt.
Zwischen dem Ende des 16. und dem Beginn des 17. Jahrhunderts dezimierte eine schwere Pest die Einwohner vieler Städte im Canavese-Gebiet. Nole war von dieser Geißel nicht verschont und verlor viele seiner Bürger. Am 30. Juli 1705 wurde die Stadt von französischen Truppen auf dem Weg nach Turin zur Belagerung der Stadt schwer geplündert.
Gegen Mitte des 19. Jahrhunderts wurden die ersten Fabriken gegründet, darunter die Fabbrica Paradiso (Gerberei), die Fornace Perotti und die Fabrik Bender & Martiny (Verarbeitung von Asbest und elastischem Gummi).
Die Industrialisierung intensivierte sich in den ersten Jahrzehnten des 20. Jahrhunderts mit der Gründung und Entwicklung verschiedener Unternehmen, darunter der berühmten Weberei Magnoni & Tedeschi. Der wachsende Bedarf an Arbeitskräften begünstigte die Einwanderung aus den nahe gelegenen Alpentälern und aus Norditalien, was zu einem allmählichen Anstieg der Wohnbevölkerung führte, die von 2872 Einwohnern zu Beginn des Jahrhunderts auf 3505 nach dem Zweiten Weltkrieg anstieg.
Bereits im 19. Jahrhundert bis zur Mitte des 20. Jahrhunderts war Nole auch für eine wichtige und florierende handwerkliche Tätigkeit bekannt. Die Herstellung von Foet („Peitschen“). Die Maske des Nolese-Karnevals ist unter anderem die Foatè. Der erste Handwerker der Branche, der später Industrieller wurde, war Vincenzo Fiorito im Jahr 1859. Sein Gewerbe war bis 1939 aktiv.
Der Erste und Zweite Weltkrieg kosteten zahlreichen jungen Menschen aus Nole das Leben. In diesen Jahren kam es auch zu einer starken Auswanderung auf der Suche nach Arbeit, insbesondere nach Argentinien und in die Vereinigten Staaten von Amerika.
Nach dem Zweiten Weltkrieg erlebte Nole den schnellsten Bevölkerungszuwachs in seiner Geschichte. Insbesondere in den Jahren zwischen 1950 und 1975 verdoppelte sich die Zahl der Häuser und damit auch die Wohnbevölkerung.
Am 15. November 2006, um 22:30, stürzte der Glockenturm der Kirche di San Vincenzo ein und zerstörte dabei teilweise die Fassade, die Orgel an der Gegenfassade und das Baptisterium. Glücklicherweise gab es weder Todesopfer noch Verletzte. Der Wiederaufbau wurden 2010  abgeschlossen.

## Partnergemeinde
Charvieu-Chavagneux, seit 1987

## Persönlichkeiten
- Franco Balmamion, (* 1940), Radrennfahrer